# Wilhelmi Malmivaara
Wilhelm "Wilhelmi" Malmivaara (jusqu'en 1900 Malmberg ; 13 février 1854 - 12 janvier 1922) est l'un des leaders de Réveil finlandais au début du XXe siècle. Il est membre du synode de l'Église évangélique-luthérienne de Finlande en 1898, 1908, 1913 et 1918 et est également un représentant du clergé à la Diète pré-indépendance de la Finlande en 1897, 1899, 1900 et 1904–05 et un membre du Parlement de Finlande, représentant le Parti finlandais de 1907 à 1918 et le Parti de la coalition nationale de 1918 à 1920.

## Biographie
Malmivaara est né à Lapua, fils du leader du mouvement de Réveil finlandais Nils Gustav Malmberg et Helena Jaakontytär Huhtala. Il travaille avec Mauno Rosendal et Juho Malkamäki en tant que leader du mouvement de Réveil et en tant que vicaire (pasteur principal) de la paroisse de Lapua en 1900-1922. Avant cela, il est pasteur adjoint à Kiuruvesi (1879-1892) et vicaire de Paavola (1892-1900). Le travail de Malmivaara et Malkamäki provoque des réveils dans de nombreux endroits du sud de l'Ostrobotnie et le mouvement entre dans une nouvelle période de renouveau. En 1914, le premier lycée folklorique associé au Réveil commence à Karhunmäki à Lapua.
Malmivaara est un remarquable auteur d'hymnes finlandais qui renouvelle l'hymne du Réveil finlandais Siionin virret. Sept de ses textes sont inclus dans l'hymne et trois de ses textes sont utilisés dans l'hymne de l'Église évangélique luthérienne de Finlande. Il réalise également le renouvellement de l'hymne composé à l' origine par le pasteur finlandais et prédicateur revivaliste Antti Achrenius. En 1888 Malmivaara fonde le périodique du Réveil finlandais, Hengellinen Kuukauslehti.
En tant que prédicateur, Malmivaara est égal à son père et a une capacité particulière à toucher le cœur de ses auditeurs. Ses sermons sont publiés à titre posthume dans une collection en deux volumes, Viestejä vaivatuille (1927-1933), qui reste l'une des réalisations les plus remarquables en Finlande dans le domaine de la littérature de sermon publiée.
Sur la question de l'alcool, Malmivaara est un prohibitionniste absolu et introduit cette position dans le Réveil finlandais.
Malmivaara épouse Karin Rajander. Le couple a de nombreux enfants et plusieurs de leurs fils deviennent pasteurs. Malmivaara est mort à Lapua et ses descendants sont toujours représentés dans le clergé finlandais.

## Principaux travaux
- Kaita tie Joonaan kirjan valossa (1900)
- Puolivuosisataa heränneiden keskuudessa (1914)
- Elämän ääni (1954)